# Роуч, Николас
Николас Роуч или Николя Рош (англ. Nicolas Roche; род. 3 июля 1984, Конфлан-Сент-Онорин, Франция) — ирландский шоссейный велогонщик, выступающий с 2019 года за команду «Team Sunweb».

## Биография
Николас Роуч является сыном ирландского велогонщика Стивена Роуча, триумфатора велосезона 1987, и француженки. В школьные годы Николас играл в регби за дублинский колледж Блэкрок, и собирался стать менеджером в гостиничном бизнесе. Он также занимался велоспортом и, к неудовольствию родственников, после просмотра баталий чемпионата мира 2002 года решил стать профессиональным велогонщиком. Роуч выступал за французские любительские команды и добился некоторых успехов в молодёжных гонках. В 2004 году он подписал контракт с «Cofidis», выиграл молодёжный чемпионат Ирландии по шоссейному велоспорту и стал 3-м в групповой гонке взрослого чемпионата. За любительские команды Роуч выступал под двойным франко-ирландским гражданством, но в 2005 году по новым законам он должен был лишиться одного из паспортов. Он решил остаться французским подданным, так как намеревался жить в этой стране после окончания карьеры. Однако через несколько месяцев ситуация прояснилась, и Роуч сумел сохранить оба паспорта, а стал выступать под ирландской лицензией.
Роуч становился чемпионом Ирландии в разделке (2007) и групповой гонке (2009), а также выигрывал этапы многодневок второй категории. В 2007 году ирландец впервые проехал супермногодневку, закончив Джиро только на 123-м месте. В дальнейшем Роуч выступал на них значительно успешнее. В 2009 году он перешёл в «AG2R La Mondiale» и вскоре стал главной надеждой французской команды на общий зачёт супермногодневок. В 2010 году Роуч финишировал 7-м на Вуэльте, отстав от победителя на 5 минут. В 2011 году и на Туре, и на Вуэльте не оправдал надежд команды, постоянно выпадая в горах. На Тур де Франс 2012 он показал свой лучший результат в этой гонке, 12-е место. В том сезоне Роуч поднимался на подиум только после гонок национального чемпионата, а на мировом чемпионате в последний раз стартовал за команду.
Летом 2012 года Николас подписал контракт на 2 следующих сезона с Saxo Bank-Tinkoff Bank.

## Достижения
2004
- 1-й  — Чемпионат Ирландии в групповой гонке среди молодёжи
- 3-й — Чемпионата Ирландии в групповой гонке

2006
- 1-й на этапе 1 — Тур де л'Авенир

2007
- 1-й  — Чемпион Ирландии в гонке с раздельным стартом

2008
- 1-й на этапе 1 — Тура Лимузена
- 1-й на этапе 1 — Гранде Премио Интернасьональ Паредас Рота дос Мовейс

2009
- 1-й  — Чемпион Ирландии в групповой гонке

2010
- 2-й — Чемпионат Ирландии в групповой гонке
- 7-й — Вуэльте Испании

2011
- 1-й на этапе 3 — Тура Пекина

2012
- 2-й — Чемпионат Ирландии в групповой гонке
- 3-й — Чемпионат Ирландии в индивидуальной гонке

2013
- 5-й — Вуэльте Испании
  - 1-й на этапе 2

2014
- 1-й  — Рут-дю-Сюд
  - 1-й на этапе 2
  - 1-й  — Очковая классификация
- Самый агрессивный гонщик на этапе 11 — Тур де Франс

2015
- 1-й на этапе 1 (ТТТ) — Тур Романдии
- 1-й на этапе 18 — Вуэльта Испании

## Выступления в супермногодневках
| Гранд Тур       | 2007 | 2008 | 2009 | 2010 | 2011 | 2012 | 2013 | 2014 | 2015 | 2016 | 2017 | 2018 |
| --------------- | ---- | ---- | ---- | ---- | ---- | ---- | ---- | ---- | ---- | ---- | ---- | ---- |
| Джиро д’Италия  | 123  | -    | -    | -    | -    | -    | -    | 30   | -    | 24   | -    | НФ   |
| Тур де Франс    | -    | -    | 22   | 14   | 25   | 12   | 40   | 39   | 35   | -    | 33   | -    |
| Вуэльта Испании | -    | 13   | -    | 6    | 16   | 12   | 5    | -    | 26   | -    | 14   | 40   |